# Daniel Bogdziul
Daniel Bogdziul (ur. 24 lutego 1994 w Wilnie) – litewski hokeista pochodzenia polskiego, reprezentant Litwy.
Jego brat Dominyk (ur. 1998) także został hokeistą. Obaj bracia są pochodzenia polskiego.

## Kariera
- HK Metalurgs Lipawa U18 (2009-2010)
- Liepājas Metalurgs (2010-2011)
- Ilves U18 (2011-2012)
- Ilves U20 (2012-2013)
- Mołoda Hwardija Donieck (2013-2014)
- HK Rīga (2014-2015)
- Hasle-Løren IL (2015-2016)
- GKS Katowice (2016-2017)
- HK Liepāja (2017)
- TEV Miesbach (2018)
- EC Nordhorn (2018-2019)
- Hasle-Løren Ishockey (2019/2020)
- Furuset Ishockey (2020-)

Karierę rozwijał w łotewskim klubie Liepājas Metalurgs. Wraz z jego seniorską drużyną w sezonie 2010/2011 zdobył mistrzostwo Łotwy mając 17 lat. Następnie od 2011 przez dwa lata do 2013 grał w zespołach do lat 18 i do lat 20 fińskiego klubu Tampereen Ilves. Później przez dwa lata występował w rosyjskich rozgrywkach juniorskich MHL, najpierw w sezonie 2013/2014 w barwach drużyny Mołoda Hwardija Donieck, a potem w sezonie 2014/2015 w barwach HK Rīga. Od 2015 do 2016 grał w norweskim klubie Hasle-Løren IL w drugiej klasie ligowej. W maju 2016 został zawodnikiem rosyjskiego klubu HK Sachalin. Od sierpnia 2016 zawodnik GKS Katowice w rozgrywkach Polskiej Hokej Ligi. Po sezonie 2016/2017 odszedł z klubu. Od lipca 2017 był zawodnikiem łotewskiej drużyny HK Liepāja. W styczniu 2018 przeszedł do niemieckiego klubu TEV Miesbach, w trzecim poziomie rozgrywkowym. We wrześniu 2018 został hokeistą niemieckiego zespołu EC Nordhorn, w czwartym poziomie rozgrywkowym.
Został zawodnikiem reprezentacji Litwy. Występował w kadrach juniorskich do lat 18 i do lat 20, w tym na turniejach mistrzostw świata juniorów do lat 18 w 2010 (Dywizja I), 2011 (Dywizja II), 2012 (Dywizja II, kapitan), mistrzostw świata juniorów do lat 20 w 2010 (Dywizja II; turniej odbył się w grudniu 2009, a Bogdziul zagrał w nim w wieku niespełna 16 lat, mając wówczas 170 cm wzrostu), 2011 (Dywizja I), 2012 (Dywizja II), 2013 (Dywizja II), 2014 (Dywizja II). W kadrze seniorskiej uczestniczył w turniejach mistrzostw świata w 2011 (Dywizja I), 2012 (Dywizja I), 2013 (Dywizja I), 2014 (Dywizja I), 2015 (Dywizja I), 2016 (Dywizja I), 2017 (Dywizja I), 2018 (Dywizja I), 2019 (Dywizja I) oraz w turniejach kwalifikacyjnych do Zimowych Igrzysk Olimpijskich 2014, 2018.

## Sukcesy
Reprezentacyjne
- Awans do mistrzostw świata do lat 20 Dywizji I: 2010
- Awans do mistrzostw świata Dywizji I Grupy A: 2018

Klubowe
- Złoty medal mistrzostw Łotwy: 2011 z Liepājas Metalurgs
- Brązowy medal mistrzostw Łotwy: 2018 z HK Liepāja

Indywidualne
- Liga łotewska to lat 18 w sezonie 2009/2010:
  - Pierwsze miejsce w klasyfikacji asystentów: 57 asyst
  - Pierwsze miejsce w klasyfikacji kanadyjskiej: 81 punktów
- Mistrzostwa świata do lat 18 w hokeju na lodzie mężczyzn 2011/II Dywizja#Grupa B:
  - Drugie miejsce w klasyfikacji asystentów turnieju: 7 goli[16]
  - Pierwsze miejsce w klasyfikacji asystentów turnieju: 14 asyst[17]
  - Pierwsze miejsce w klasyfikacji kanadyjskiej turnieju: 21 punktów[18]
  - Piąte miejsce w klasyfikacji +/- turnieju: +9[19]
  - Najlepszy zawodnik reprezentacji w turnieju[20]
- Mistrzostwa świata do lat 18 w hokeju na lodzie mężczyzn 2012/II Dywizja#Grupa A:
  - Trzecie miejsce w klasyfikacji asystentów turnieju: 5 goli[21]
  - Pierwsze miejsce w klasyfikacji asystentów turnieju: 9 asyst[22]
  - Pierwsze miejsce w klasyfikacji kanadyjskiej turnieju: 14 punktów[23]
  - Drugie miejsce w klasyfikacji +/- turnieju: +7[24]
  - Najlepszy napastnik turnieju[25]
- Mistrzostwa Świata Juniorów w Hokeju na Lodzie 2012/II Dywizja#Grupa A:
  - Drugie miejsce w klasyfikacji asystentów turnieju: 5 asyst[26]
  - Szóste miejsce w klasyfikacji kanadyjskiej turnieju: 7 punktów[27]
- Mistrzostwa Świata Juniorów w Hokeju na Lodzie 2013/II Dywizja#Grupa A:
  - Dziesiąte miejsce w klasyfikacji strzelców turnieju: 3 gole[28]
  - Ósme miejsce w klasyfikacji kanadyjskiej turnieju: 7 punktów[29]
- Mistrzostwa Świata w Hokeju na Lodzie 2013/I Dywizja#Grupa B:
  - Pierwsze miejsce w klasyfikacji asystentów turnieju: 8 asyst[30]
  - Czwarte miejsce w klasyfikacji kanadyjskiej turnieju: 9 punktów[31]
- Mistrzostwa Świata Juniorów w Hokeju na Lodzie 2014/II Dywizja#Grupa A:
  - Trzecie miejsce w klasyfikacji asystentów turnieju: 5 goli[32]
  - Pierwsze miejsce w klasyfikacji asystentów turnieju: 10 asyst[33]
  - Pierwsze miejsce w klasyfikacji kanadyjskiej turnieju: 15 punktów[34]
  - Trzecie miejsce w klasyfikacji +/- turnieju: +8[35]
  - Najlepszy zawodnik reprezentacji w turnieju[36]
  - Najlepszy napastnik turnieju[37]
- Mistrzostwa Świata w Hokeju na Lodzie 2016/I Dywizja#Grupa B:
  - Dziesiąte miejsce w klasyfikacji asystentów turnieju: 3 asysty[38]
- Mistrzostwa Świata w Hokeju na Lodzie 2018/I Dywizja#Grupa B:
  - Szóste miejsce w klasyfikacji strzelców turnieju: 3 gole[39]
  - Czwarte miejsce w klasyfikacji kanadyjskiej turnieju: 6 punktów[40]
  - Drugie miejsce w klasyfikacji +/- turnieju: +5[41]